# Großdeutscher Jugendbund
Der Großdeutsche Jugendbund war während der Weimarer Republik eine Jugendorganisation im Umfeld der Bündischen Jugend. Der Verband wurde 1919 als Deutschnationaler Jugendbund (DNJ) gegründet, autoritär organisiert und politisch rechtskonservativ und monarchistisch ausgerichtet. Erst langsam entwickelte sich der Bund zu einem Selbsterziehungsverband im bündischen Stil. Nachdem sich 1921 bereits ein „jungdeutscher“ Flügel als Jungnationaler Bund (JuNaBu) abgespalten hatte, benannte sich der DNJ 1924 in Großdeutscher Jugendbund (GJB) um. 1930 vereinigte sich der GJB kurzzeitig mit der Deutschen Freischar zur neuen Deutschen Freischar. Nachdem sich die alte Deutsche Freischar nach wenigen Monaten auf Grund politischer Differenzen wieder aus dem Verband löste, konstituierten sich GJB und der Jungnationale Bund – Bund deutscher Jugend als Freischar junger Nation (FjN) neu. Im März 1933 schließlich schloss sich dieser Verband unter anderem mit dem Deutschen Pfadfinderbund und der Deutschen Freischar zum Großdeutschen Bund zusammen. Am 17. Juni 1933 wurde dieser neue Großverband aufgelöst und der Hitlerjugend eingegliedert.

## Geschichte

### Gründung als Deutschnationaler Jugendbund
Die Ursprünge des Großdeutschen Jugendbundes (GJB) liegen in den letzten Monaten des Ersten Weltkriegs. Schüler des Berliner Königin-Auguste-Gymnasiums gründeten am 14. Oktober 1918 unter der Führung des im Krieg erblindeten Leutnants Kurt Viebig ein Deutschnationales Freikorps, um noch nicht wehrpflichtige Jugendliche zum Einsatz in militärischen Dienststellen zu vermitteln. Die Novemberrevolution kam der Umsetzung dieser Pläne jedoch zuvor. Aus den vorhandenen Ansätzen entstand mit Unterstützung zahlreicher Honoratioren der Deutschnationale Jugendbund (DNJ) als „Sammelbecken der nationalen Jugend“.
Der DNJ wurde am 4. Januar 1919 auf einer Versammlung im Berliner Bechsteinsaal unter dem Vorsitz des Generals a. D. Max von Seydewitz (1857–1921) gegründet. Die Organisation des DNJ breitete sich schnell über das gesamte Reichsgebiet aus und verzeichnete Ende 1919 bereits 50.000 Mitglieder. Von Beginn an war der Bund fest im politischen Spektrum der monarchistischen Republikgegner verwurzelt. Bei der Fahnenweihe am 18. Januar 1920 an der Berliner Hochschule für Musik hielt Domprediger Bruno Doehring die Weiherede, während Erich Ludendorff den ersten Nagel in die Fahne einschlug. Die Mitglieder waren zur Teilnahme an Aufmärschen zur Begrüßung der heimkehrenden Truppen und zur Beteiligung an Protestversammlungen gegen den Versailler Vertrag verpflichtet. In Berlin wurden dabei bis zu 3.000 Jungen und Mädchen mobilisiert. Eine Bindung an die DNVP wurde jedoch strikt abgelehnt, obgleich der DNJ von der Partei finanziell gefördert wurde.
Der Bund wurde absichtlich nicht nach dem Vorbild der Bünde der Jugendbewegung organisiert. Er sollte nicht der Bildung, sondern körperlicher Ertüchtigung, geistiger Motivierung und Mobilisierung dienen. Spontanität galt als Disziplinlosigkeit. Es bestanden auch keine Verbindungen zur Vorkriegsjugendbewegung und zum Kriegswandervogel. Die konkreten Angebote für Jugendliche waren allerdings breit aufgestellt und reichten von Sport über Musik- und Theatergruppen bis hin zum Briefmarkensammeln. Zu Beginn der 1920er Jahre zählte der Bund 35.000 Mitglieder, die satzungsgemäß nicht älter als 20 Jahre sein durften. Die Führung des Bundes wurde im Gegensatz zu anderen Bünden nicht in Selbstbestimmung berufen, sondern von bürgerlichen Honoratioren und ehemaligen Offizieren gestellt.

### Abspaltung des Jungnationalen Bundes 1921
Auf dem Bundestag von Nürnberg am 8. August 1921 sollte ein Nachfolger für den im Mai verstorbenen Leiter von Seydewitz gefunden werden. Stattdessen spaltete sich ein nationalrevolutionärer Flügel des DNJ ab, der sich eher „jungdeutsch“ denn als „altpreußisch“ verstand. Dessen Mitglieder hatten zuvor erfolglos versucht, den gesamten DNJ in diese Richtung zu lenken. Zunächst unter der Führung von Admiral Reinhard Scheer, bald darauf von Heinz Dähnhardt und Hans Ebeling, entstand daraus der Jungnationale Bund (JuNaBu) mit 7.000 Mitgliedern im Alter von 12 bis 25 Jahren. Die Jungnationalen verstanden sich ausgesprochen politisch, ohne sich einer bestimmten Partei anschließen zu wollen. Ihnen ging es um einen „Staat der Jugend“ aus bündischem Geist. Die Demokratie der Weimarer Republik lehnten sie als destruktiv und „volksfeindlich“ ab. Stattdessen hingen sie der Idee einer „Volksgemeinschaft“ an, bei der die Arbeiterschaft in Staat und Gesellschaft integriert sein sollte. Außenpolitisch setzten sie sich für die „Überwindung des Versailler Vertrages“ ein. Zudem pflegte der JuNaBu einen ausgeprägten Führergedanken, bei dem es darum ging, angenommenen geborenen Führerpersönlichkeiten zur Entfaltung zu verhelfen. Bis 1923 wuchs der JuNaBu nach eigenen Angaben auf 15.000 junge Mitglieder an. Als Symbol verwendete die Gruppe die später in nationalistischen Kreisen populäre Wolfsangel. Anders als im DNJ nahm in der Abspaltung auch die Fahrt im Stil der Wandervögel wieder eine zentrale Rolle im Vereinsleben ein. Zudem waren regelmäßige nachmittägliche Gruppentreffen ein wichtiges Element.
Der DNJ dagegen war konservativ-monarchistisch ausgerichtet, lehnte freilich den Versailler Vertrag ebenso ab wie die parlamentarische Demokratie. An der Spitze des Verbandes stand seit Herbst 1921 der Vizeadmiral a. D. Adolf von Trotha, der gerade zwangspensioniert worden war, weil er während des Kapp-Putsches den Putschisten Unterstützung zugesagt hatte. Trotha, der viel Wert auf Wehrertüchtigung und die Durchsetzung des Führergedankens legte, beeinflusste fürderhin maßgeblich die Entwicklung des Bundes.
Bereits kurz nach Gründung des Bundes gab es von Seiten der Deutschnationalen Volkspartei (DNVP) Versuche, den DNJ als eigenen Jugendverband der Partei zu vereinnahmen. Der DNJ beharrte indes auf seiner Unabhängigkeit, verlor aber Mitglieder an die DNVP und ihren seit 1922 als Bismarckjugend (seit 1929 Bismarckbund) firmierende Jugendverband. Auch traten manche Mitglieder dem Stahlhelm, Bund der Frontsoldaten, der SA oder der SS bei, während der GDJ als solcher sich 1929 gegenüber dem Nationalsozialismus abgrenzte. 
Die Abspaltung 1921 und wohl auch die immer weiter steigenden Anforderungen an das Engagement der einzelnen Mitglieder ließen den Mitgliederbestand bis 1925 auf rund 15.000 Personen sinken.

### Umwandlung in den Großdeutschen Jugendbund
Auch der DNJ entwickelte sich, ähnlich wie vom Junabu gefordert, zunehmend von einem Jugendpflegeverband zu einem Selbsterziehungsverband im bündischen Stil. Die „altpreußische“ Orientierung trat zunehmend in den Hintergrund. Am 10. August 1924 wurde der DNJ als äußeres Zeichen der Umwandlung in Großdeutscher Jugendbund (GDJ) umbenannt und mit einer Satzung ausgestattet. Als Zusammenschluss der Älteren wurde der Großdeutsche Ring gegründet. Die Namensänderung sollte den Anschein einer Jugendorganisation der DNVP vermeiden und die Ausrichtung auf eine völkische Einheit mit den Deutschen außerhalb der aktuellen Reichsgrenzen unterstreichen. Auf einem Führertreffen Ostern 1926 bekannte sich der GJB zum Gedanken des Erziehungsbundes.
1925 formierten sich unter dem Namen Großdeutscher Gildenring eine Hochschulorganisation und mit dem Großdeutschen Ring ein Bund für ältere, berufstätige Mitglieder innerhalb der Großdeutschen Jugendbunds.

### Zusammenschluss mit der Deutschen Freischar
Im Winter 1927/28 begannen Verhandlungen über einen Zusammenschluss mit dem JuNaBu – Bund deutscher Jugend, der seit Pfingsten 1927 unter neuer Führung stand. Nachdem diese Verhandlungen scheiterten, verschmolz sich der GJB am 4. Mai 1930 mit der politisch eigentlich anders ausgerichteten Deutschen Freischar. Die neue, jetzt etwa 16.000 Mitglieder umfassende Vereinigung hieß ebenfalls Deutsche Freischar, stand aber unter der Führung Admiral von Trothas. Am 18. Juni schloss sich auch der JuNaBu – Bund deutscher Jugend der neuen Deutschen Freischar an. Insbesondere aus den Kreisen der ehemals liberalen Deutschen Freischar wurde diese Veränderung aber nicht ohne weiteres hingenommen. Auf der einen Seite wurde kritisiert, dass die neue Deutsche Freischar nicht nach dem Modell der Volksgemeinschaft gebildet war, sondern eher dem Modell einer Bürgerblock-Koalition entsprach. Auf der anderen Seite lehnten die republikanischen und sozialistischen Kräfte innerhalb der Freischar Trothas antidemokratische Einstellung und seinen patriarchalischen Führungsstil ab. Die Großdeutschen beharrten dagegen auf der Idee eines Lebensbundes für alle Altersschichten unter einer Führung. An der nationalrevolutionären „Aktion der Jugend“ vom 16. März 1930 gegen den Young-Plan nahm der GDJ im Gegensatz zum JuNaBu nicht teil. Von der Massenorganisation entwickelte sich der GDJ bis zum Ende der Weimarer Republik zu einer geschlossenen Gefolgschaft mit ca. 6.000 Mitgliedern.

### Von der Freischar junger Nation zum Großdeutschen Bund
Am 2. Oktober 1930 brach der neue Bund deshalb schon wieder auseinander. Trotha war von Seiten der Deutschen Freischar kritisiert worden, weil er als Repräsentant eines ehemals bürgerlichen Jugendbundes die Wandlung zu bündischen Auffassungen nicht mitvollzogen hatte. Trotha erklärte das Scheitern des Zusammenschlusses umgekehrt mit der Existenz „sozialdemokratischer“ und „jüdischer“ Vorstellungen innerhalb der Deutschen Freischar. Anlass bildete die Unterzeichnung eines Gründungsaufrufs der Deutschen Staatspartei durch zwei führende Mitglieder des neuen Großbundes, Werner Pohl und Werner Kindt, die von Trotha ausgeschlossen wurden. Auch andere führende Vertreter der Freischar wurden ausgeschlossen, wie etwa Karl Otto Paetel wegen „würdeloser Presseangriffe auf Hindenburg“. Die alte Deutsche Freischar konstituierte sich neu, während von Trotha als neuen Verband die wiederum eindeutig rechtsnationale Freischar junger Nation (auch „Grüne Freischar“) mit ihm selbst als Bundesführer auf Lebenszeit neu aufstellte. Am Pfingstbundestag der FjN 1931 nahmen etwa 1.500 Mädchen und 4.000 Jungen teil.
Nach der nationalsozialistischen Machtergreifung gelang es von Trotha am 30. März 1933 noch, seine neue Freischar junger Nation mit dem Deutschen Pfadfinderbund, der Deutschen Freischar und weiteren Verbänden zum Großdeutschen Bund (GB) zusammenzuschließen. Selbst unter von Trotha demonstrierten der GB seine Ablehnung, sich bedingungslos in die Hitlerjugend eingliedern zu lassen. Trotha meinte gleichwohl 1936 rückblickend, bereits 1925 sei in seinem Verband das Führerprinzip durchgesetzt gewesen, wonach er von der Wiederwahl frei gemacht worden sei und alle Unterführer bis zu den Gruppen berufen habe. Am 15. April 1933 wurde das Bundeskapitel abgehalten, auf dem man beschloss, um die „Eingliederung in die nationalsozialistische Bewegung und um den bündischen Lebensraum in ihr“ zu kämpfen. Am 4. Juni 1933 wurde der letzte Bundestag abgehalten.

### Gleichschaltung und Verbot
Mit der Ernennung Baldur von Schirachs zum Reichsjugendführer am 17. Juni 1933 wurden ihm sämtliche Jugendverbände im Deutschen Reich unterstellt. Schirachs erste Amtshandlung, nur wenige Stunden nach seiner Ernennung, bestand in der Auflösung des Großdeutschen Bundes unter von Trotha. Ganz reibungslos ging diese Gleichschaltung allerdings nicht vonstatten. Eine Beschwerde von Trothas an Reichspräsident von Hindenburg blieb aber ohne Erfolg.
Am 4. Februar 1936 veröffentlichte das Reichsinnenministerium einen Erlass, wonach namentlich der GDJ, der Deutsche Pfadfinderbund und der Nerother Wandervogelbund endlich zu neutralisieren seien, sofern sie sich noch nicht selbst aufgelöst hätten. Dieses Verbot wurde am 20. Juni 1939 wiederholt.

## Organisations- und Aktionsformen
Der GJB war streng hierarchisch in „Fähnlein“, „Gefolgschaft“, „Gruppe“ und „Stamm“ geordnet. Es gehörte zu den Aufgaben der Mitglieder, weitere Mitglieder zu werben. Interessenten wurden als „Gast“, „Neugekeilte“ oder „Wildlinge“ zunächst vier Wochen auf Probe aufgenommen. Die endgültige Aufnahme erfolgte auf dem regelmäßig abgehaltenen „Thing“. Das neue Mitglied, „Wölfling“ genannt, stieg in der Regel nach bis zu zweijähriger Mitarbeit zum „Jungmannen“ und schließlich zum „Manne“ auf. Über eine zentrale Einkaufsstelle sorgte der Bund für eine einheitliche Kluft: Schwarze, knielange Ledersamthosen, breiter schwarzer Ledergürtel, olivgrünes Alltagshemd, ein weißes Festtagshemd und Wanderschuhe mit grauen Kniestrümpfen. Als Kennzeichen dienten eine „Landesschnur“, an die „Runenkennzeichen“ und „Bundeszeichen“ gesteckt waren. Das Gruppenleben bestand vor allem aus Wanderungen, Fahrten und Kriegsspielen. Der Bielefelder DNJ bzw. GNJ etwa stellten historische Schlachten wie die Schlacht im Teutoburger Wald oder den Feldzug Paul von Lettow-Vorbecks in Deutsch-Ostafrika nach und nahmen an vaterländischen Kundgebungen teil.